# Carlos Varela (cantor)
Carlos Varela (Buenos Aires, Argentina, 16 de julio de 1909 – ibídem, 21 de diciembre de 1996), cuyo nombre completo era Carlos Alberto Varela, fue un cantante dedicado al género del tango que actuó en la orquesta de Roberto Firpo y en otros conjuntos.

## Vida personal
Nació en el barrio de Flores en una familia en la que eran cinco hijas mujeres y otros tantos varones. Hizo completa la escuela primaria y empezó sus estudios secundarios en el Colegio Nacional Mariano Moreno, pero los dejó por su propia voluntad y fue a trabajar, primero como cadete en una empresa comercial y después como empleado de la compañía telefónica.

## Actividad artística
Le gustaba cantar y por intermedio de un tío tuvo oportunidad a los veinte años de hacerlo en Radio Prieto, donde durante varios meses actuó acompañado, entre otros, por el pianista Orestes Cúfaro y le resultó así un período de útil aprendizaje. Su amigo Vicente Planells del Campo, que además de letrista autor, entre otros, de los tangos Honda tristeza y Ave sin rumbo, era empleado en una sastrería céntrica para la cual se paseaba por la calle Florida luciendo los trajes que vendía la tienda le presentó a Roberto Firpo, quien luego de tomarle una prueba lo contrató a fines de 1929 para su conjunto.
Una vez por semana, la orquesta grababa en los estudios del sello Odeon que funcionaban en la avenida Santa Fe 1860 en los altos del cine-teatro Grand Splendid, donde actualmente se encuentra la librería Ateneo Grand Splendid. Su primera grabación con Firpo fue el 27 de febrero de 1930 en que registraron los tangos A Montmartre y Qué querés con ese loro; después continuaron las grabaciones, la mayoría con tangos, pero también foxtrots, pasodobles, rancheras, valses,  y algún otro ritmo de moda, hasta completar ese año 68 temas. Participó también como estribillista en actuaciones con el trío que integró Firpo con el pianista Miguel Nijensohn, el bandoneonista Héctor Presas y el violinista D’Amore.
Al año siguiente Varela se fue en gira con el pianista José Plá actuando en ciudades de la provincia de Buenos Aires y después se incorporó a un pequeño conjunto que dirigía el pianista Pedro Vergez, que había actuado con Juan Bautista Guido, y se presentaron  en diversos locales, incluido el Café Germinal de la calle Corrientes. En 1932 volvió con Firpo y grabó cuatro piezas, que fueron ocho en 1933, veinte en el siguiente, dieciocho en 1935, once en 1936, cinco en 1937 y la última, en agosto de 1938. En algunos pocos de esos registros le hicieron segunda voz integrantes de la orquesta: el bandoneonista Héctor Villanueva y el violinista Enrique Forte. En 1933 apareció en la película Dancing dirigida por Luis Moglia Barth cantando Desde pebeta acompañado por Firpo. Uno de los tangos grabados en 1935 fue el tango “Cero a cero, que se pasaba en estadios de fútbol antes que empezara el partido.
Después se desvinculó de Firpo y continuó como solista en varios locales nocturnos de moda e hizo algunos reemplazos en un conjunto dirigido por Miguel Nijensohn. En 1940 fue cantor de la orquesta melódica de Eugenio Nobile en audiciones de Radio Belgrano, con un repertorio de canciones italianas. En la misma emisora obtuvo un contrato por gestión de Antonio Rodio y cantó acompañado por la orquesta de su amigo Miguel Nijensohn que se la había prestado e incluso lo acompañaba desde el piano. En 1941 pasó a ser el cantor estable de este conjunto y dos años después pasó al de Enrique Forte, donde estuvo tres años. En 1946 cantó por poco tiempo con la orquesta de Miguel Zabala, teniendo como compañero a quien más adelante tomó el nombre artístico de Jorge Maciel.
En 1948, José Francisco García, el creador y director del conjunto Los Zorros Grises, lo contrató para hacer una gira por las provincias integrando un conjunto con los bandoneonistas Pablo García y Pablo González, el pianista Carlos Parodi y director, que además tocaba el violín.
Después de otras actuaciones fueron a la ciudad de Villa María para presentarse en el Hotel Primavera y allí se separaron pues José García, Pablo González y Carlos Varela compraron el hotel y se quedaron animando las veladas hasta 1951; en ese período es que Varela conoció a su segunda mujer, con quien se casó en 1953.
En 1961 se fue a vivir a Rosario y después de un tiempo dejó el canto profesional para convertirse en  empresario del transporte. Falleció en Buenos Aires el 21 de diciembre de 1996.